# Natalia Okoń-Rudnicka
Natalia Okoń-Rudnicka (ur. 1980 we Wrocławiu) – polska artysta plastyk, malarka.

## Życiorys
Natalia Okoń-Rudnicka uczęszczała do Państwowego Liceum Sztuk Plastycznych we Wrocławiu, które ukończyła z wyróżnieniem w 2000 r. Dalszą naukę kontynuowała we wrocławskiej Akademii Sztuk Pięknych (obecnie im. Eugeniusza Gepperta), na wydziale wzornictwa przemysłowego, gdzie w 2005 roku uzyskała dyplom w pracowni komunikacji wizualnej u prof. Mieczysława Piróga oraz aneks malarski u prof. Krzysztofa Skarbka. W 2006 roku Okoń-Rudnicka podjęła pracę nauczyciela w Zespole Szkół Plastycznych we Wrocławiu jako artysta plastyk. Równolegle prowadzi działalność artystyczną, głównie zajmując się malarstwem, ilustracją oraz grafiką użytkową i artystyczną.

## Życie prywatne
Natalia Okoń-Rudnicka jest córką Danuty Jankowskiej-Okoń (wieloletniej wicedyrektorki Gimnazjum Nr 31 we Wrocławiu)  i Waldemara Okonia (pisarza, poety i historyka sztuki); wraz z mężem i córką mieszka we Wrocławiu. Ma siostrę Weronikę.

## Twórczość
Natalia Okoń-Rudnicka podpisuje swoje prace jako Natalya O. Jej obrazy wyróżniają się połączeniem dekoracyjnej, figuratywnej formy z cokolwiek abstrakcyjną czystą barwą i równie abstrakcyjną w swej istocie radością malowania. Dwa obrazy Natalii O. zostały włączone do kolekcji Your Art Maison Gallery magazynu Elle. Pasjonuje się m.in. historią sztuki oraz malarstwem i dizajnem.

## Wystawy
- 2003: Centrum Edukacji w Kłodzku – Natalia Okoń – Prace[2]
- 2005: Galeria BWA we Wrocławiu – PackingGirl![2]
- 2005: Międzynarodowe Targi Sztuki w Salzburgu[2]
- 2005: Galeria na Szewskiej we Wrocławiu – Przypadki Natalii O.[2]
- 2006: Galeria Oko w Oławie – Sny Miasta[2]
- 2006: Centrum Kultury Zamek we Wrocławiu – Poradnik Gospodyni Domowej[2]
- 2009–2010: Ratusz Miejski we Wrocławiu – Galeria Patio Młodych – Mutacje Milczące[2][6][7]
- 2013: Pałac Staniszów – Galeria Forum Staniszów – Seeds[2][8]
- 2014: ZPAP Dom Artysty Plastyka w Warszawie – Galeria 022 – Wielkie Żarcie[2][9]
- 2014: IdkArt, Galeria 8+ w Warszawie – Przypadki Karolinki R.[2][10]
- 2015: IDKARD (Galeria 8 +) w Warszawie – międzynarodowy plener malarski połączony z wystawą w Pori (Finlandia)[2]
- 2016: Mia Art Gallery we Wrocławiu – Freak Show[11]
- 2019: Mia Art Gallery we Wrocławiu - wystawa ilustracji, promocja książki Michaś i Księżyc[12]
- 2020: Mia na Solnym we Wrocławiu - Toys' Voice[13]
- 2021: Galeria "Na zakręcie" OKSIR - w ramach 55 Wisznieńskich Spotkań ze Sztuką - wystawa zbiorowa Synonimy[14]
- 2022: Galeria BWA we Wrocławiu - zbiorowa wystawa Po sztuce[15]
- 2023: Klubie 4. RBLOg - zbiorowa wystawa nauczycieli Liceum Sztuk Plastycznych Konteksty[16]